# Releu de cadre
Comutarea cu relee de cadre (în engleză frame relay, citit aproximativ /freim ri'lei/) este o tehnică eficientă de transmisie a datelor folosită pentru a trimite informație digitală în mod rapid și ieftin de la una sau mai multe surse la unul sau mai multe puncte finale (destinații). Este implementată în mod obișnuit drept o tehnică de încapsulare pentru voce și date și este folosită între rețele locale (LAN), peste o rețea de arie largă (WAN). Fiecare utilizator primește o linie privată (sau linie închiriată) către un releu de cadre. Rețeaua releu de cadre se ocupă de transmisia datelor pe o cale care se schimbă în mod frecvent și care este transparentă (=invizibilă) pentru utilizatorii finali.
Începând cu 2005, tehnica releu de cadre este înlocuită treptat cu ATM și protocoale native bazate pe IP. Odată cu apariția rețelelor private virtuale (VPN) și a altor servicii private de bandă largă (broadband) cum ar fi modemul de cablu și DSL, protocolul releu de cadre se apropie de sfârșitul vieții.

## Originile X.25
Tehnologia releu de cadre a început ca o versiune limitată a protocolului X.25, eliberându-se de povara reprezentată de corecția de erori asociată de obicei cu X.25. Când s-a detectat o eroare pachetul este pur și simplu ignorat. Frame Relay se folosește de conceptul "acces partajat" (eng. shared-access) și se bazează pe o tehnică numită „diligență maximă”, prin care corecția erorilor este practic inexistentă și transmisia sigură a datelor este negarantată. Este un standard industrial de încapsulare utilizând soliditatea tehnologiei de comutație a pachetelor și este capabil să servească mai multe circuite virtuale și protocoale între dispozitivele conectate, cum sunt două rutere.

## Circuite virtuale
Ca un protocol WAN, protocolul releu de cadre este implementat de obicei la nivelul 2 (nivelul legăturii de date) al modelului OSI. Există două tipuri de circuite: circuite permanente virtuale (PVC) care se folosesc pentru a forma legături punct-la-punct logice mapate peste o rețea fizică, și circuite virtuale comutate (SVC) care sunt asemănătoare cu conceptele de comutație a circuitelor din rețeaua publică de telefonie. Cu toate că există SVC-uri și sunt parte integrantă a specificațiilor Frame Relay, ele sunt foarte rar implementate în scenarii din viața reală. SVC-urile sunt foarte des considerate drept mai greu de configurat și folosit și sunt în general ocolite fără o justificare adecvată.

## Setul de protocoale releu de cadre
Protocoalele nivelului de semnalizare îndeplinesc funcția de setare a conexiunii virtuale, iar protocoalele nivelului de date transmit datele pe conexiunea virtuală deja creată.
La nivelul de canal al rețelelor FR se află protocolul LAP-F, denumit în recomandările ITU-T prin abrevierea Q.922. Există două versiuni ale acestui protocol:
- LAP-F core – aflat în toate rețelele releu de cadre. Asigură mijloace necesare pentru a construi o rețea Frame Relay. Însă, în cazul dat rețeaua va oferi numai servicii prin canale virtuale permanente PVC;
- LAP-F control – asigură restaurarea cadrelor, necesar în cazul asigurării serviciilor Frame Switching.

Ambele protocoale se atribuie la protocoalele nivelului legătură de date, asigurând transmiterea datelor între două comutatoare.
La nivelul fizic, rețeaua FR poate folosi liniile de legătură ale tehnologiilor PDH/SDH sau ISDN.
Nivelul de semnalizare îndeplinește funcția de setare a canalelor comutate SVC.
Comutatoarele rețelei trebuie să fie asigurate cu două protocoale de control: la nivelul legătură de date – LAP-D (Q.921) și la nivelul rețea – Q.933. Protocolul LAP-D în rețelele FR asigură transmiterea sigură a cadrelor de semnalizare între comutatoarele vecine. Protocolul Q.933 folosește adresele nodurilor terminale, între care este setat canalul virtual. Aceste adrese , de obicei sunt date în formatul adreselor de telefon corespunzătoare standardului E.164, adresa este formată din 15 cifre zecimale. La adresă se mai adaugă sub-adresă de 40 cifre, care numerotează dispozitivele terminale ale abonatului, dacă ele sunt mai multe. Este de menționat faptul că, după crearea legăturii, datele se transmit numai cu protocolul nivelului de legătură.
Protocoalele de completare automată a tabelelor de marșrutizare a tehnologiei releu de cadru nu sunt specificate, astfel aceasta poate fi efectuată manual sau prin protocolul firmei producătoare de dispozitivele corespunzătoare.
Prin canalele virtuale FR pot fi transmise datele diferitor protocoale. Specificațiile RFC 1490 determină metoda încapsulării în cadre Frame Relay a pachetelor protocoalelor de rețea, așa ca IP, IPX, Ethernet, SNA (Systems Network Architecture).

## Interfața de management local
Propunerile inițiale pentru Frame Relay au fost prezentate către Comitetul Consultativ International pentru Telegrafie si Telefonie (CCITT) în 1984. Lipsa de interoperabilitate și standardizare au împiedicat dezvoltarea semnificativa a Frame Relay până în 1990, când Cisco, Digital Equipment Corporation (DEC), Northern Telecom, și StrataCom au format un consorțiu pentru a se concentra asupra dezvoltării. Ei au produs un protocol care furniza capabilități adiționale mediilor complexe de rețea. Aceste extensii Frame Relay sunt denumite generic „interfață de management local” (eng. Local Management Interface - LMI).
Identificatorii conexiunii de date (eng. DataLink Connection Identifiers - DLCI) sunt numere care se referă la căile dintr-o rețea releu de cadre. Ei sunt importanți numai local ceea ce înseamnă că atunci când dispozitivul A trimite date către dispozitivul B, cel mai probabil va folosi un DLCI diferit decât cel folosit de dispozitivul B pentru a răspunde. Mai multe circuite virtuale pot fi active pe același punct fizic final (aceasta se realizează prin folosirea subinterfețelor).

## Committed Information Rate (CIR)
Conexiunilor cu releu de cadre li se alocă de obicei o rată CIR (din engleză Committed Information Rate) și o toleranță de lărgime de bandă cunoscută drept EIR (Extended Information Rate). Furnizorul garantează că legătura va suporta întotdeauna o rată de transmisie măcar egală cu CIR, și câteodată chiar EIR, atunci când există lărgime de bandă liberă. Cadrele care în cazul EIR sunt trimise în plus față de CIR sunt marcate drept "discard eligible" (DE), ceea ce înseamnă că pot fi ignorate în caz că apar gâtuiri în rețeaua releu de cadre. Cadrele trimise în plus față de EIR sunt ignorate imediat.

## Reputația pe piață
Frame Relay a fost proiectată pentru a se folosi mai eficient resursele fizice existente, ceea ce a permis companiilor de telecomunicații (companiilor de tip telco) să aibă mai mulți clienți decât ar permite teoretic lărgimea de bandă disponibilă, deoarece majoritatea clienților nu foloseau tot timpul 100% lărgimea de bandă alocată. În ultimii ani Frame Relay a câștigat o reputație proastă în unele piețe datorită încărcării cu trafic nejustificat de către unii furnizori.
Frame Relay este/a fost vândută des de către furnizori firmelor care căutau o alternativă mai ieftină la liniile dedicate; folosirea în diferite zone geografice depindea mult de politica guvernului și a companiilor de telecomunicații respective. Unele dintre primele companii care au realizat produse Frame Relay au fost StrataCom (cumpărată mai târziu de Cisco Systems), Cascade Communications (cumpărată mai târziu de Ascend Communications) și apoi Lucent Technologies.